# Warren (Pensilvania)
Warren es una ciudad ubicada en el condado de Warren en el estado estadounidense de Pensilvania. En el año 2000 tenía una población de 10,259 habitantes y una densidad poblacional de 1,355 personas por km².

## Geografía
Warren se encuentra ubicada en las coordenadas 41°50′39″N 79°8′33″O / 41.84417, -79.14250.

## Demografía
Según la Oficina del Censo en 2000 los ingresos medios por hogar en la localidad eran de $32,384 y los ingresos medios por familia eran $41,986. Los hombres tenían unos ingresos medios de $32,049 frente a los $22,969 para las mujeres. La renta per cápita para la localidad era de $18,272. Alrededor del 10.7% de la población estaba por debajo del umbral de pobreza.